# Taki Inoue
Takačiho „Taki“ Inoue jap. 井上 隆智穂 (5. září 1963, Kóbe) je bývalý japonský automobilový závodník. V sezonách 1994 a 1995 závodil ve Formuli 1. Je považován za jednoho z nejhorších jezdců v historii F1. Sám se dokonce označil za nejhoršího.

## Kariéra před Formulí 1
V roce 1988 začal závodit v britské Formuli Ford, mezi lety 1989 – 1993 se účastnil závodů japonské Formule 3, kde se jeho nejlepším výsledkem stalo celkové 9. místo v roce 1993. Pro rok 1994 se přesunul do Formule 3000, nezískal žádný bod a ve známost vešel především svými nehodami.

## Formule 1

### 1994: Simtek
Přes své výkony v nižších sériích sehnal dostatek sponzorů pro vstup do Formule 1, kde debutoval při Grand Prix Japonska 1994 za tým Simtek, kvalifikoval se jako poslední s odstupem tří sekund od předposledního, týmového kolegy Davida Brabhama. Po třech kolech kvůli silnému dešti ze závodu odstoupil.

### 1995: Footwork
Díky 4,5 milionu USD od sponzorů si koupil závodní sedačku v týmu Footwork. V žádné ze 17 velkých cen nedokázal překonat své týmové kolegy, Gianni Morbidelliho a Maxe Papise. Nejlepším umístěním se pro něj stalo 8. místo při Grand Prix Itálie 1995. V tomto roce upoutal pozornost dvěma bizarními nehodami - během kvalifikace na Grand Prix Monaka byl jeho Footwork zasažen autem pořadatelů a skončil hlavou dolů. Později během maďarské Grand Prix musel odstoupit pro poruchu motoru. Snažil se pomoci traťovým maršálům s hašením požáru, ale když se s hasicím přístrojem vracel k vozu, srazila ho přijíždějící Tatra 613 záchranného týmu. Přestože obě nehody vypadaly komicky, mohly mít pro Innoueho tragické následky - z první z nich, díky tomu, že měl na hlavě helmu, vyvázl jen s mírným otřesem mozku. Při druhé nehodě zase utrpěl zlomeninu nohy.
Koncem roku 1995 usiloval o závodění ve stáji Tyrrell, ale přednost dostal Ukjó Katajama podporovaný značkou Mild Seven. Pro sezonu 1996 uzavřel smlouvu s týmem Minardi, avšak před začátek roku jeho sponzoři odstoupili.

## Kariéra po Formuli 1
Po odchodu z královské disciplíny pilotoval sportovní a cestovní vozy. V roce 1999 závodil v japonské sérii GT, kde obsadil celkovou 32. příčku.

## Kompletní výsledky ve Formuli 1
| Legenda k tabulce | Legenda k tabulce                                                                       |
| Barva             | Výsledek                                                                                |
| ----------------- | --------------------------------------------------------------------------------------- |
| Zlatá             | Vítěz                                                                                   |
| Stříbrná          | 2. místo                                                                                |
| Bronzová          | 3. místo                                                                                |
| Zelená            | Bodované umístění                                                                       |
| Modrá             | Nebodované umístění                                                                     |
| Modrá             | Dokončil neklasifikován (NC)                                                            |
| Fialová           | Odstoupil (Ret)                                                                         |
| Červená           | Nekvalifikoval se (DNQ)                                                                 |
| Červená           | Nepředkvalifikoval se (DNPQ)                                                            |
| Černá             | Diskvalifikován (DSQ)                                                                   |
| Bílá              | Nestartoval (DNS)                                                                       |
| Bílá              | Závod zrušen (C)                                                                        |
| Světle modrá      | Pouze trénoval (PO)                                                                     |
| Světle modrá      | Páteční testovací jezdec (TD)                                                           |
| Bez barvy         | Netrénoval (DNP)                                                                        |
| Bez barvy         | Vyřazen (EX)                                                                            |
| Bez barvy         | Nepřijel (DNA)                                                                          |
| Bez barvy         | Odvolal účast (WD)                                                                      |
| Bez barvy         | Nezúčastnil se (prázdné)                                                                |
| Označení          | Význam                                                                                  |
| Tučnost           | Pole position                                                                           |
| Kurzíva           | Nejrychlejší kolo                                                                       |
| †                 | Jezdec nedojel do cíle, ale byl klasifikován, protože odjel více než 90 % délky závodu. |
| ‡                 | Byl udělován poloviční počet bodů, protože bylo odjeto méně než 75 % délky závodu.      |
| Horní index       | Umístění bodujících jezdců ve sprintu                                                   |

| Rok  | Tým             | Šasi          | Motor   | 1       | 2       | 3       | 4       | 5       | 6     | 7       | 8       | 9       | 10      | 11     | 12    | 13     | 14      | 15      | 16     | 17      | Umístění | Body |
| ---- | --------------- | ------------- | ------- | ------- | ------- | ------- | ------- | ------- | ----- | ------- | ------- | ------- | ------- | ------ | ----- | ------ | ------- | ------- | ------ | ------- | -------- | ---- |
| 1994 | MTV Simtek Ford | Simtek S941   | Ford V8 | BRA     | PAC     | SMR     | MON     | ESP     | CAN   | FRA     | GBR     | GER     | HUN     | BEL    | ITA   | POR    | EUR     | JPN Ret | AUS    |         | -        | 0    |
| 1995 | Footwork Hart   | Footwork FA16 | Hart V8 | BRA Ret | ARG Ret | SMR Ret | ESP Ret | MON Ret | CAN 9 | FRA Ret | GBR Ret | GER Ret | HUN Ret | BEL 12 | ITA 8 | POR 15 | EUR Ret | PAC Ret | JPN 12 | AUS Ret | -        | 0    |